# SYM Joymax
Il SYM Joymax è uno scooter prodotto dalla casa motociclistica Taiwanese SYM dal 2005.

## Joymax prima generazione (2005-2009)
Il Joymax venne presentato al salone di Monaco nel settembre 2004 e lanciato sul mercato internazionale nel 2005; in molti paesi asiatici e in quelli anglofoni è stato venduto con la denominazione SYM RV250 o Voyager mentre in Taiwan e alcuni paesi europei come SYM GTS, in Italia e Sud America come Joymax. 
Posizionato più in alto in termini di dimensioni e di motori rispetto al Joyride, il Joymax è uno scooter “midi GT” ovvero medio-compatto che adotta sul mercato europeo un motore 125 e un nuovo motore da 250 cc. In Italia il 125 non sarà importato. 
Lungo 2,165 metri con un interasse di 1,495 metri, viene caratterizzato da ruote anteriore e posteriori da 13”, ampia sella alta 750 mm da terra e una estetica sportiva con un grande doppio fanale anteriore con fendinebbia il tutto racchiuso in una parabola a bordi scuri, ampio parabrezza di serie, indicatori laterali di direzione a forma di V e fanale posteriore a LED.
La gamma motori era composta dal 125 e dal 250 entrambi quattro tempi ed omologati Euro 2.
Il 250 è un quattro valvole monocilindrico a iniezione elettronica e raffreddamento a liquido da 250,6 cc effettivi, eroga 20,4 CV a 8.000 giri/min. Il 250 pesa 173 kg.
Il 125 è anch’esso quattro valvole con raffreddamento a liquido, la cilindrata effettiva è 124,5 cc ed eroga 14,3 CV a 8.750 giri/min.
L’impianto frenante è a doppio disco con anteriore da 240 mm e posteriore da 220 mm.
Il telaio è monoculla in acciaio con forcella telescopica anteriore e ammortizzatore doppio regolabile posteriore. 
Nel 2007 i motori vengono omologati Euro 3; la potenza del 250 viene incrementata a 24,4 CV mentre la coppia massima resta a 21.6 Nm a 6500 giri/min.

## Joymax Evo (2009-2012)
Presentato ad EICMA 2008 e posto in vendita dal 2009 il Joymax Evo è il restyling del precedente modello. Le modifiche riguardano sia l’estetica che la meccanica. L’Evo introduce il nuovo scudo frontale con doppi fanali con luci diurne a LED e calandra superiore a V di colore nero lucido. La gamma motori è composta dal 125 e dal nuovo 300 omologati Euro 3.
Il propulsore 300 è un'evoluzione del precedente motore 250. La cilindrata effettiva è 263,7 cc, ha una architettura a quattro valvole ed è dotato di raffreddamento a liquido e iniezione elettronica. Eroga 23 cavalli a 7.500 giri/min e di una coppia massima di 23,9 Nm a 6.000 giri/min. 
L’impianto frenante vede l’introduzione della frenata combinata sul 300 (assente sul 125).
Il motore 125 (124,6 cc effettivi) eroga 12,5 cavalli a 8.500 giri/min e una coppia di 9,9 Nm a 6.500 giri/min.

## Joymax seconda generazione (2012-2018)

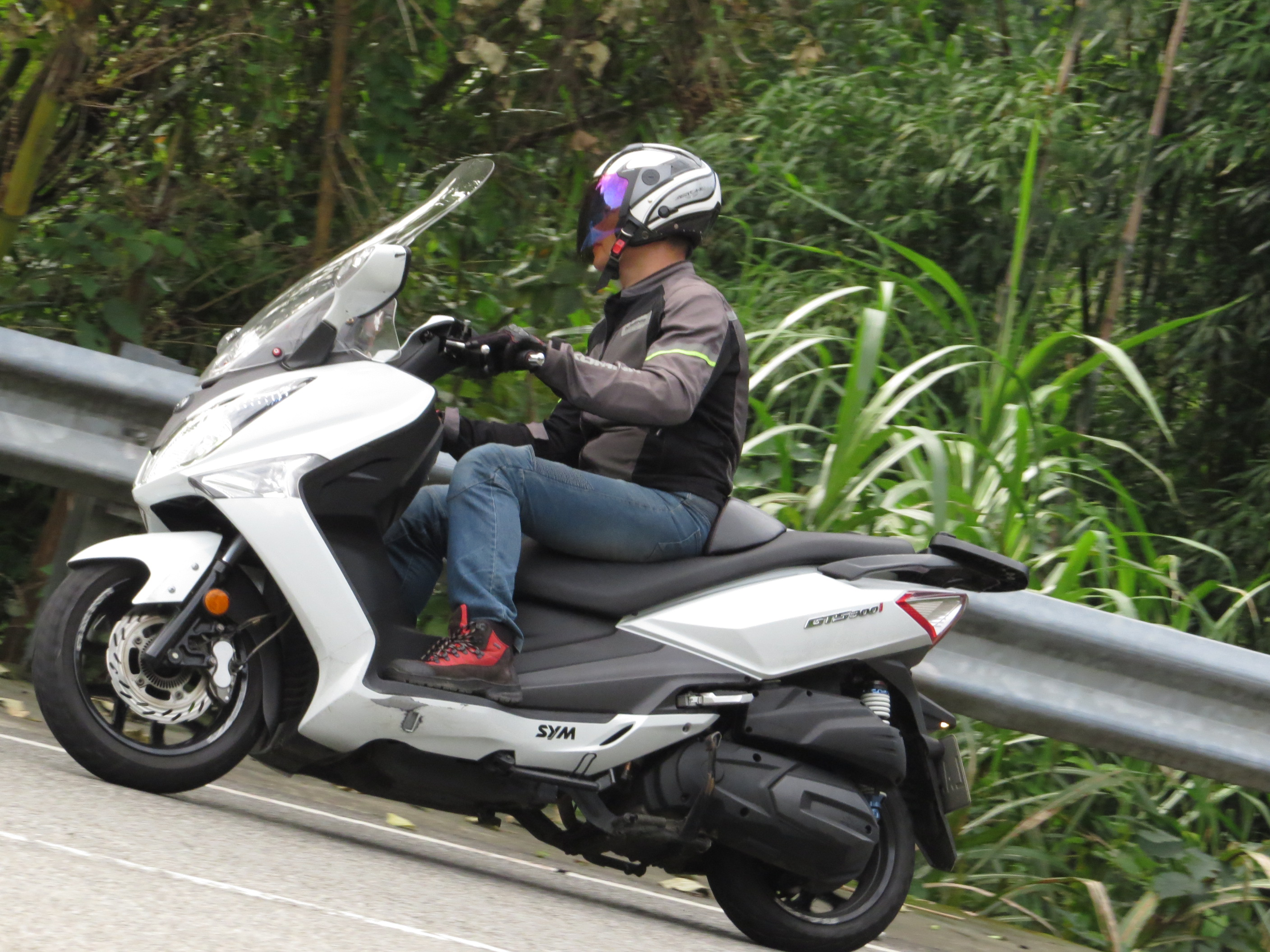
Joymax 300i di seconda generazione

La seconda generazione del Joymax viene presentata ad EICMA 2011 e posto in vendita dal maggio 2012.
Si tratta di un modello totalmente nuovo (a differenza del Joymax Evo che era un restyling della prima serie) disegnato dalla Andreani Design e disponibile globalmente con le motorizzazioni da 125 cc a carburatore oppure ad iniezione, 250 e 300 a iniezione elettronica. In Italia sarà importato solo il 300.
La meccanica vede l’introduzione di una nuova ruota anteriore da 14” con un nuovo cerchio in lega a raggi, al posteriore viene mantenuta quella da 13”. L’impianto frenante introduce il disco anteriore wave con ripartitore CBS. Nuova anche la sella regolabile su tre differenti posizioni. Di serie i fendinebbia, l'antifurto (alloggiato sotto la sella), presa da 12V e la porta USB.
Nel novembre 2012 viene annunciata la nuova gamma 2013 con ABS proposto come optional e nuova gamma colori.
Nell’ottobre 2016 viene introdotto sul mercato europeo il modello con Stop&Start e motore omologato Euro 4. Il sistema Stop&Start utilizza motorino di avviamento e si attiva a motore sopra i 70° dopo aver superato almeno una volta i 10 km/h. Una volta inserito con il pulsante sul manubrio il sistema spegne a ogni sosta superiore a circa 5/6 secondi il motore; ruotando l'acceleratore il motore si riavvia.

## Joymax Z (2019-2022)
La nuova serie viene denominata Joymax Z e viene presentata ad EICMA 2018.
Si tratta di una nuova versione che per i primi anni affianca il precedente Joymax rimasto in produzione.
Basato sul medesimo telaio della seconda generazione, propone uno stile rinnovato con carrozzeria bicolore, scudo con un nuovo fanale singolo, parabrezza più ampio e largo, ruote anteriori da 14” e posteriori da 13”, ABS di serie. In Italia viene importato solo il modello 300 (278,3 cc effettivi) mentre nel resto d’Europa viene offerto anche il 125.
Lungo 2,190 metri, con un passo di 1,546 metri, il motore 300 è a iniezione elettronica ed eroga 27.3 CV a 8.000 giri/min.
Il 125 eroga 14,3 CV a 8.750 giri/min. Entrambi sono omologati Euro 4. L’impianto frenante è a doppio disco, anteriore da 260 mm, posteriore da 240 mm. Il 125 ha la frenata combinata CBS, il 300 ha l’ABS.
La sella è alta 747 mm da terra. 
Nel 2020 viene introdotto anche il controllo di trazione e il motore viene omologato Euro 5.

## Joymax Z+ (dal 2022)
Restyling del precedente modello viene presentato ad EICMA nel novembre 2021, il Joymax Z+ (Plus) presenta il nuovo frontale che ripropone i fari sdoppiati a V che caratterizzavano già i precedenti Joymax Evo e di seconda generazione. La dotazione e la meccanica resta invariata.